# Condado de Salt Lake

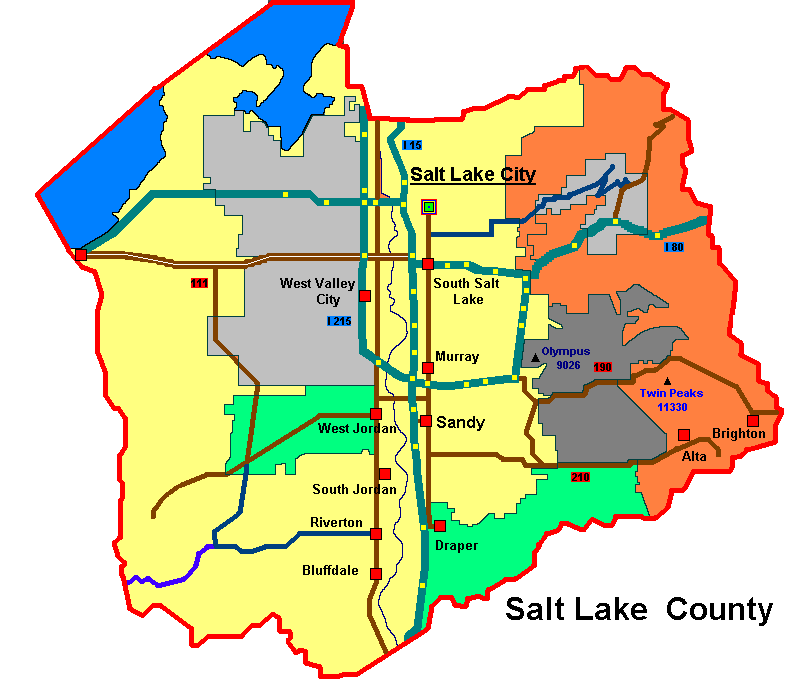
Condado de Salt Lake (Utah).

El condado de Salt Lake (en inglés: Salt Lake County) es un condado del estado de Utah, Estados Unidos. Se estima que en 2005 la población era de 948.172 habitantes, más que en 2000, cuando figuraban 898.387 habitantes en el censo. Recibe su nombre del Gran Lago Salado, cercano a la ciudad. La sede y mayor ciudad del condado es Salt Lake City.

## Clima
El clima del condado es muy parecido al resto del estado. Las máximas en verano rondan los 35 °C y en invierno los 2 °C aproximadamente.
Las mínimas en invierno pueden llegar incluso a los -18 °C e incluso a temperaturas inferiores, en verano las mínimas pueden llegar a temperaturas inferiores de los 20 °C.

## Escuelas y colegios del condado
- Granite School District 
  - Central High School, South Salt Lake 
  - Cottonwood High School, Murray 
  - Cyprus High School, Magna 
  - Granger High School, West Valley City 
  - Granite High School, West Valley City 
  - Hunter High School, West Valley City 
  - Kearns High School, Kearns 
  - Olympus High School, Holladay 
  - Skyline High School, Millcreek 
  - Taylorsville High School, Taylorsville

- Jordan School District

- - Bingham High School, South Jordan 
  - Brighton High School, Cottonwood Heights 
  - Copper Hills High School, West Jordan

- - Itineris Early College High School at the Salt Lake Community College Jordan Campus, West Jordan 
  - Jordan High School, Sandy 
  - Riverton High School, Riverton 
  - Valley High School, Sandy  Archivado el 6 de octubre de 2008 en Wayback Machine.
  - West Jordan High School, West Jordan  Archivado el 17 de septiembre de 2008 en Wayback Machine.

- Canyon School District
  - Alta High School, Sandy 
  - Hillcrest High School, Midvale

- Murray School District 
  - Creekside High School, Murray 
  - Murray High School, Murray

- Salt Lake City School District 
  - East High School, Salt Lake City 
  - Highland High School, Salt Lake City 
  - Horizonte High School, Salt Lake City 
  - West High School, Salt Lake City 
  - South High School (Salt Lake City) (closed in 1988)

- State charter and private
  - Academy for Math, Engineering, and Science (AMES), Salt Lake City - Charter school attached to Cottonwood High School 
  - City Academy (aka Center City School), Salt Lake City 
  - East Hollywood High School, West Valley City 
  - Intermountain Christian School, Holladay 
  - Juan Diego Catholic High School, Draper 
  - Judge Memorial Catholic High School, Salt Lake City 
  - Paradigm High School, Sandy 
  - Pine Ridge Academy, Draper 
  - Realms Of Inquiry, Salt Lake City 
  - Rowland Hall-St. Mark's School, Salt Lake City 
  - Salt Lake Lutheran High School (aka Salt Lake W Theron High School), Millcreek 
  - Salt Lake School of the Performing Arts, Salt Lake City - Charter school attached to Highland High School 
  - Vista Private School (part of Vista Treatment Centers), West Jordan 
  - Woodland Hills School, Murray

## Religión
La religión predominante es la Iglesia de Jesucristo de los Santos de los Últimos Días (mormones)y la Iglesia Católica* Catolicismo.
Por la cual la minoría son:
- Protestantismo
- Testigos de Jehová (minoría)